# قطعنامه ۱۴۲۸ شورای امنیت
قطعنامه ۱۴۲۸ شورای امنیت سازمان ملل متحد که در تاریخ ۳۰ جولای ۲۰۰۲ تصویب شد، سندی بین‌المللی دربارهٔ بررسی وضعیت خاورمیانه است. این قطعنامه طی نشست ۴۵۹۳ام با ۱۵ رای موافق، ۰ مخالف و ۰ ممتنع تصویب شد.